# Bernard III (margrabia Baden-Baden)
Bernard III (ur. 7 października 1474 r., zm. 29 czerwca 1536 r.) – margrabia Baden-Baden z dynastii Zähringen.

## Życiorys
Bernard był jednym z licznych synów margrabiego Badenii Krzysztofa I i Otylii, córki hrabiego Katzenelnbogen Filipa II. Wychowywał się na dworze cesarza Maksymiliana I Habsburga wraz z jego synem Filipem. Zgodnie z testamentem Krzysztofa I w chwili jego śmierci w 1515 r. Badenia została podzielona między Bernarda i jego braci Ernesta i Filipa I. Po śmierci Filipa, który nie pozostawił żyjących synów, Bernard i Ernest dokonali podziału jego części. Wkrótce potem Bernard zmarł.

## Rodzina
Żoną Bernarda była Franciszka (zm. w 1566 r.), córka Karola I z bocznej linii dynastii luksemburskiej, hrabiego Brienne, Ligny i Roussy. Para miała dwóch synów:
- Filiberta, następcy ojca jako margrabiego Baden-Baden,
- Krzysztofa, margrabiego Badenii-Rodemachern, ojca przyszłego margrabiego Baden-Baden Edwarda Fortunata.